# 尾道自動車道
尾道自動車道（おのみちじどうしゃどう、英語: ONOMICHI EXPWY）は、広島県尾道市から広島県三次市へ至る高速道路（高速自動車国道）である。法令上の正式な路線名では島根県側の松江自動車道と共に中国横断自動車道尾道松江線（広島県尾道市 - 島根県松江市）の一部である。略称は尾道道（おのみちどう）。
高速道路ナンバリングによる路線番号は、松江自動車道とともに「E54」が割り振られている。

## 概要
全線が新直轄方式で建設されているので全線通行しても料金が発生しない。ただし、山陽自動車道との接続部となる尾道JCT - 尾道TB間はNEXCO西日本の管轄区間のため尾道北IC以南を通行するには高速道路通行分の料金が必ず発生する。
施行主体における事業名は「中国横断自動車道尾道松江線」で統一されており、報道でも「尾道松江線」として報じていたが、2010年10月8日に事業主体である国土交通省と西日本高速道路から、南部の尾道JCT - 世羅IC間が2010年（平成22年）11月27日に開通することと、開通区間の道路名が「尾道自動車道」となることが正式発表された。ただし、一部の工事請負者側の紹介サイトでは以前から「尾道自動車道」の呼称を用いていたものもあった。
2010年（平成22年）11月27日に尾道JCT - 世羅IC間が開通。
その後、2014年（平成26年）3月30日に吉舎IC - 三次東JCT/IC間がそれぞれ開通し、2015年（平成27年）3月22日に世羅IC - 吉舎ICの開通を以って全線開通となった。
世羅ICの設置場所は国道432号を介して府中市北部の上下町にも近い（約10 km）。同地域はこれまで府中市南部へのアクセス面でも不利であったが、本路線の開通で利便性が高まった。
「新直轄区間（無料区間）が60キロメートル (km) 以上ある松江自動車道と三次東JCTで接続するため、松江自動車道と合わせると尾道北ICから三刀屋木次ICまで100 km以上無料で通行できる。この区間は開通時点で日本最長の新直轄区間が連続する区間だった。

### 路線データ
- 起点 : 広島県尾道市
- 終点 : 広島県三次市
- 全長 : 49.9 km
- 規格 : 第1種第3級
- 車線数 : 4車線 （暫定2車線）
- 設計速度 : 80 km/h
- 規制速度 : 70 km/h

## 沿革
- 1987年（昭和62年）
  - 6月30日：四全総が閣議決定。高規格幹線道路陰陽連絡自動車道として尾道市 - 松江市間が計画路線となる。
  - 9月1日：四全総を受け国幹道法改正、予定路線に中国横断自動車道尾道松江線が含まれるようになる。
- 1998年（平成10年）12月：尾道松江線全区間が施行命令区間となる。
- 1999年（平成11年）11月：甲山地区で広島県内初の用地幅杭打式を実施。
- 2000年（平成12年）9月：用地買収に着手。
- 2001年（平成13年）12月：尾道松江線吉舎 - 口和で用地買収に着手。
- 2004年（平成16年）
  - 1月：尾道松江線尾道 - 三刀屋木次の施行命令の撤回および新直轄方式へ切り替え。
  - 12月25日：国幹会議により尾道市 - 三次市間が新直轄区間に選定される。
- 2010年（平成22年）11月27日：尾道JCT - 世羅IC間開通[2]。
- 2014年（平成26年）
  - 3月30日：吉舎IC - 三次東JCT/IC間開通[5]。
  - 12月25日：尾道松江線の愛称が「中国やまなみ街道」に決まる[7]。
- 2015年（平成27年）3月22日：世羅IC - 吉舎IC間開通により、全線開通[6]。尾道TB - 世羅IC間を国土交通省中国地方整備局福山河川国道事務所から国土交通省中国地方整備局三次河川国道事務所に移管。
- 2021年（令和3年）2月26日：世羅IC南側の付加車線が供用開始[8]。

## インターチェンジなど
- 全区間広島県内に所在。
- IC番号欄の背景色が■である部分については道路が供用済みの区間を示している。また、施設名欄の背景色が■である部分は施設が供用されていない、または完成していないことを示す。未開通区間の名称は仮称。
- 各施設の位置は上り線と下り線で異なることがあるので留意のこと。
- BS（バス停留所）のうち、○は運用中、◆は休止中の施設。無印はBSなし。
- 英略字は以下の項目を示す。
IC : インターチェンジ、JCT : ジャンクション、TB : 本線料金所

| IC 番号                          | 施設名             | 接続路線名                           | 起点から の距離 | BS | 備考         | 所在地        | 所在地 |
| -------------------------------- | ------------------ | ------------------------------------ | --------------- | -- | ------------ | ------------- | ------ |
| E76 西瀬戸自動車道へ接続構想あり |                    |                                      |                 |    |              |               |        |
| 22-1                             | 尾道JCT            | E2 山陽自動車道                      | 0.0             |    |              | 尾道市        |        |
|                                  | 尾道TB             |                                      | 0.9             |    | 本線料金所   | 尾道市        |        |
| 1                                | 尾道北IC           | 国道486号                            | 7.0             |    |              | 尾道市        |        |
| 2                                | 世羅IC             | 国道432号バイパス 道の駅世羅に隣接   | 19.2            |    |              | 世羅郡 世羅町 |        |
| 3                                | 甲奴IC             | 県道424号甲奴インター線              | 31.5            |    |              | 三次市        |        |
| 4                                | 吉舎IC             | 国道184号                            | 39.6            |    |              | 三次市        |        |
| 5                                | 三良坂IC           | 県道61号三次庄原線                   | 44.0            |    | 地域活性化IC | 三次市        |        |
| 1                                | 三次東JCT 三次東IC | E2A 中国自動車道 県道434号和知三次線 | 49.9            |    |              | 三次市        |        |
| E54 松江自動車道                 |                    |                                      |                 |    |              |               |        |

### SA・PA
尾道自動車道の本線上の休憩施設は設置されていないため、ICに近接する道の駅として道の駅クロスロードみつぎ（尾道北ICから約2.2 km）、道の駅世羅（世羅ICに隣接〈約300 m〉）などがあり、国土交通省ではインフォメーションの中でこれらの施設を利用して休憩することを推奨している。
一方、本線上にガソリンスタンドを併設した休憩施設が存在しないことから、国土交通省、および沿線自治体では全線開通の際のインフォメーションの中でインターチェンジ近くでの給油を推奨している。しかし、インターチェンジ近くのガソリンスタンドが少ないこともあって、新直轄区間を管理する国土交通省中国地方整備局では一般道のガソリンスタンドに案内する看板設置を検討する一方で、尾道道に入る前に十分な給油を促す看板の設置を考えたいとしている。

## トンネル
- 木ノ庄トンネル （尾道JCT - 尾道北IC）：2,826 m
- 岩根トンネル （尾道北IC - 世羅IC）：1,209 m
- 貝ヶ原トンネル （尾道北IC - 世羅IC）：211 m
- 宇津戸第一トンネル （尾道北IC - 世羅IC）：1,136 m
- 宇津戸第二トンネル （尾道北IC - 世羅IC）：671 m
- 別迫トンネル （世羅IC - 甲奴IC）：542 m
- 三玉トンネル （甲奴IC - 吉舎IC）：292 m
- 長田敷地トンネル　（吉舎IC - 三良坂IC）：993 m
- 三良坂トンネル （三良坂IC - 三次東JCT/IC）：571 m

## 道路管理者
- NEXCO西日本 中国支社
  - 福山高速道路事務所 : 尾道JCT - 尾道TB
- 国土交通省中国地方整備局
  - 三次河川国道事務所尾道松江自動車道出張所[注釈 1][11] : 尾道TB - 三次東JCT/IC[12]
    - ただし、三次市吉舎町・甲奴町境（吉舎IC - 甲奴IC間）以南の工事・整備は福山河川国道事務所が担当した。

## 車線・最高速度・料金・交通量
| 区間                    | 車線 上下線=上り線+下り線 | 最高速度 | 料金 |
| ----------------------- | ------------------------- | -------- | ---- |
| 尾道JCT - 尾道北IC      | 2=1+1 (暫定2車線)         | 70 km/h  | 有料 |
| 尾道北IC - 三次東JCT/IC | 2=1+1 (暫定2車線)         | 70 km/h  | 無料 |

※一部区間に追い越し車線あり。（出典：）

### 交通量
24時間交通量（台）　道路交通センサス
| 区間                    | 平成27（2015）年度 | 令和3（2021）年度 |
| ----------------------- | ------------------ | ----------------- |
| 尾道JCT - 尾道北IC      | 5,813              | 6,243             |
| 尾道北IC - 世羅IC       | 8,199              | 8,697             |
| 世羅IC - 甲奴IC         | 5,304              | 5,495             |
| 甲奴IC - 吉舎IC         | 5,674              | 6,823             |
| 吉舎IC - 三良坂IC       | 4,618              | 6,073             |
| 三良坂IC - 三次東JCT/IC | 5,740              | 6,301             |

（出典：「平成27年度全国道路・街路交通情勢調査」・「令和3年度全国道路・街路交通情勢調査」（国土交通省ホームページ）より一部データを抜粋して作成）
- 令和2年度に実施予定だった交通量調査は、新型コロナウイルスの影響で延期された[13]。

## 接続する高速道路
- E2 山陽自動車道（尾道JCTで接続）
- E2A 中国自動車道（三次東JCT/ICで接続）
- E54 松江自動車道（三次東JCT/ICで接続）